# Zimowe Igrzyska Olimpijskie 2006
XX Zimowe Igrzyska Olimpijskie odbyły się w Turynie we Włoszech w 2006. We Włoszech odbyły się już zimowe igrzyska w 1956 w Cortinie d’Ampezzo. Turyn został wybrany spośród 6 miast kandydujących 19 czerwca 1999 roku w Seulu (Korea Południowa) na 109. sesji Międzynarodowego Komitetu Olimpijskiego.
Polska także ubiegała się o organizację zimowych igrzysk olimpijskich, jednak kandydatura Zakopanego została odrzucona.

## Wybór gospodarza
Do organizacji zimowych igrzysk olimpijskich w 2006 roku kandydowało sześć miast: Helsinki, Klagenfurt, Poprad, Sion, Turyn i Zakopane. W czerwcu 1999 roku w Seulu, Międzynarodowy Komitet Olimpijski wybrał z tego grona miasto organizatora igrzysk.
| Miasto     | Państwo    | Runda 1 |
| Turyn      | Włochy     | 53      |
| Sion       | Szwajcaria | 36      |
| Helsinki   | Finlandia  | 0       |
| Klagenfurt | Austria    | 0       |
| Poprad     | Słowacja   | 0       |
| Zakopane   | Polska     | 0       |

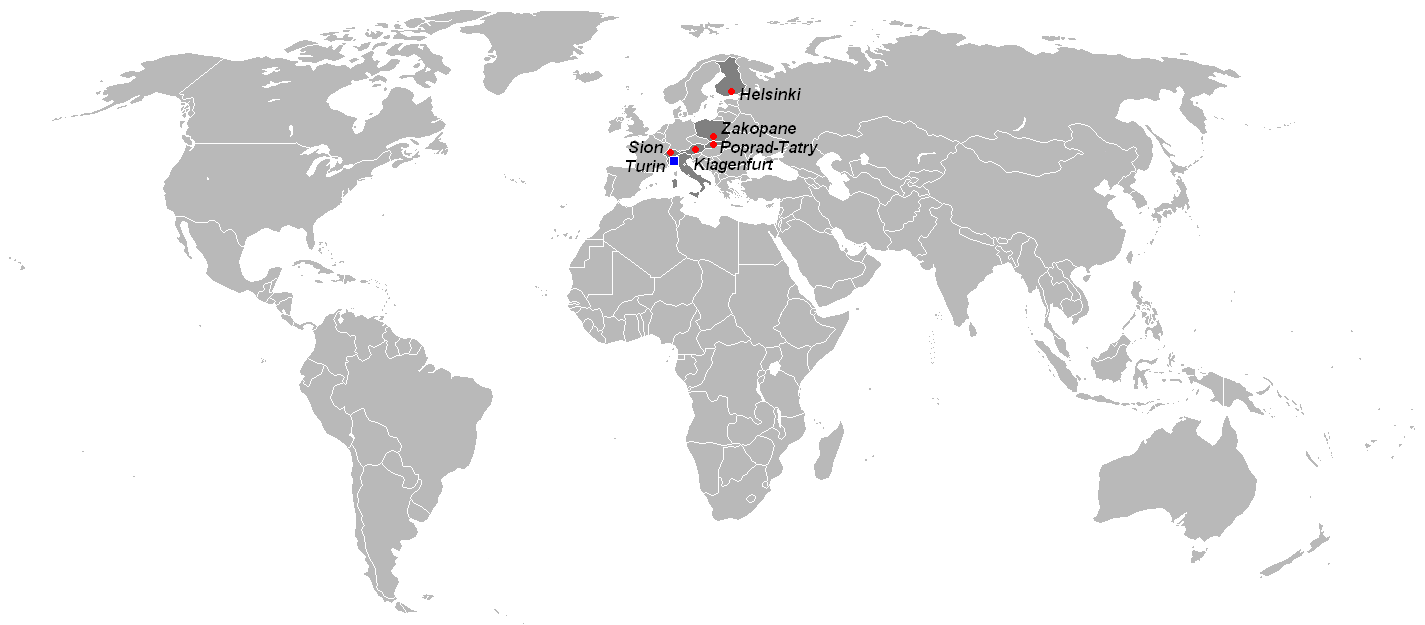
Miasta starające się o organizację XX Zimowych Igrzysk Olimpijskich

Ostatecznie gospodarza wyłoniono 19 czerwca 1999 roku, podczas 109. sesji Międzynarodowego Komitetu Olimpijskiego w Seulu. Już w pierwszej turze głosowania, z liczbą 53 głosów, zwyciężył włoski Turyn.

## Dyscypliny olimpijskie
- biathlon (debiut biegu masowego)
- bobsleje
- curling
- hokej
- łyżwiarstwo
  - łyżwiarstwo szybkie

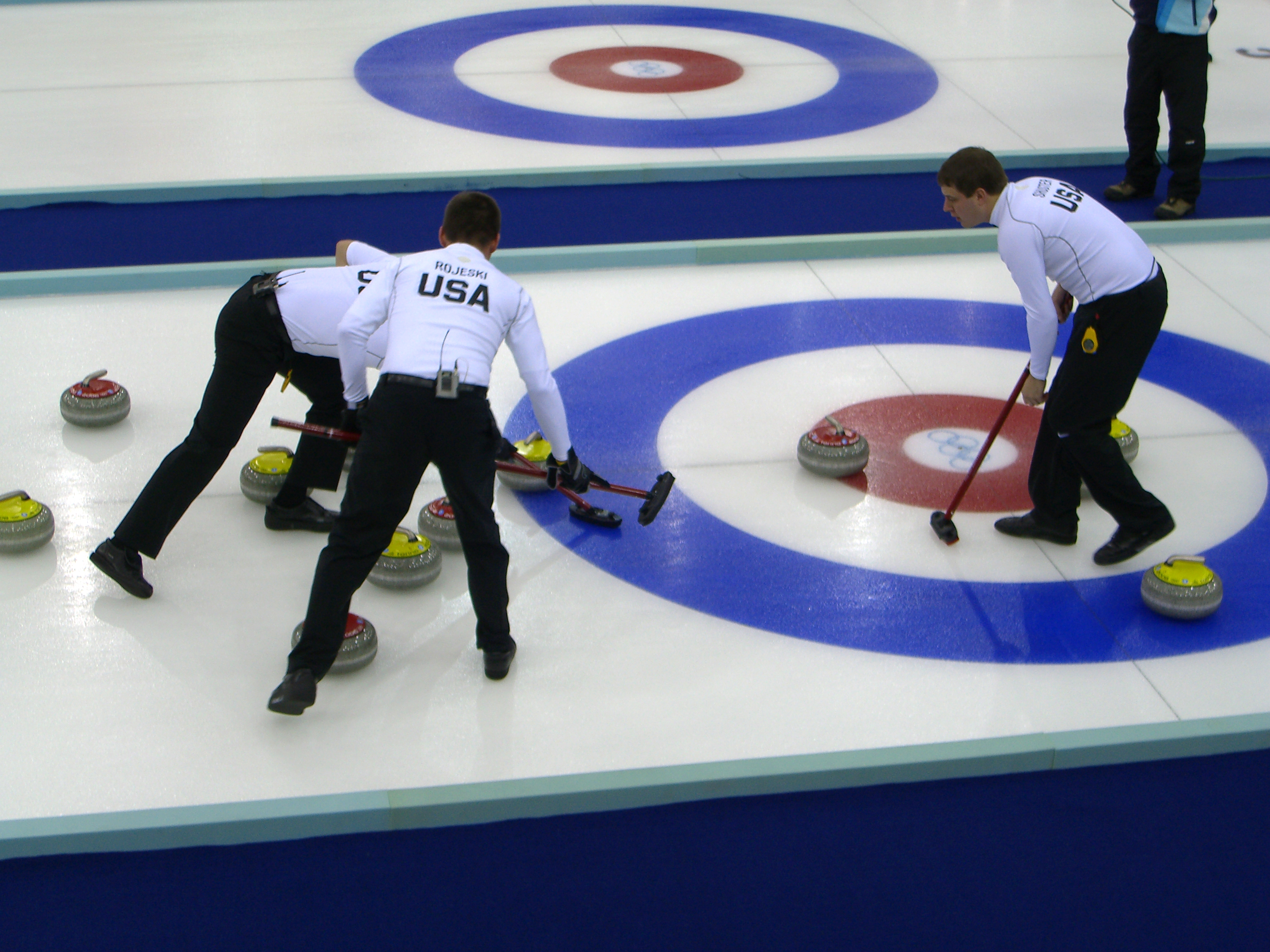
Reprezentacja Stanów Zjednoczonych w curlingu

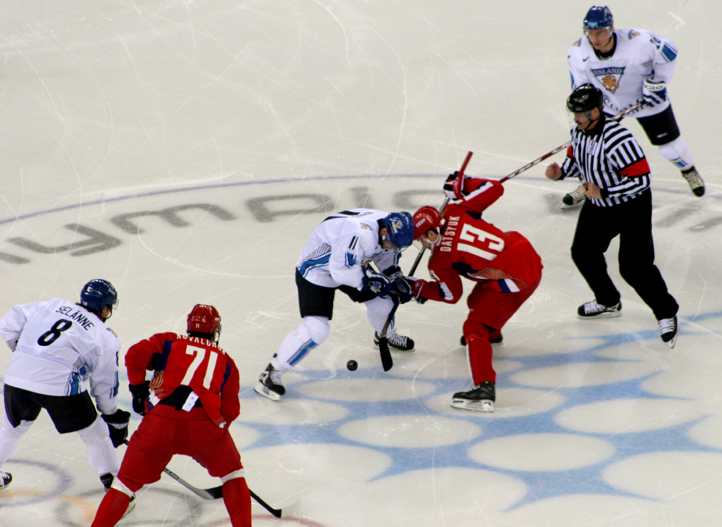
Mecz hokeja na lodzie Finlandia – Rosja

    - łyżwiarstwo szybkie (debiut biegów drużynowych)
    - short track

  - łyżwiarstwo figurowe
- narciarstwo
  - narciarstwo klasyczne
    - biegi narciarskie (drużynowe biegi sprinterskie zastępują bieg na 15 km dow. kobiet i 30 km dow. mężczyzn, zmiana techniki na dowolną w biegu na 30 km kobiet i 50 km mężczyzn)
    - skoki narciarskie
    - kombinacja norweska

  - narciarstwo alpejskie
  - narciarstwo dowolne
  - snowboarding
    - snowcross (sport debiutujący)
- saneczkarstwo
  - saneczkarstwo
  - skeleton

## Maskotki igrzysk

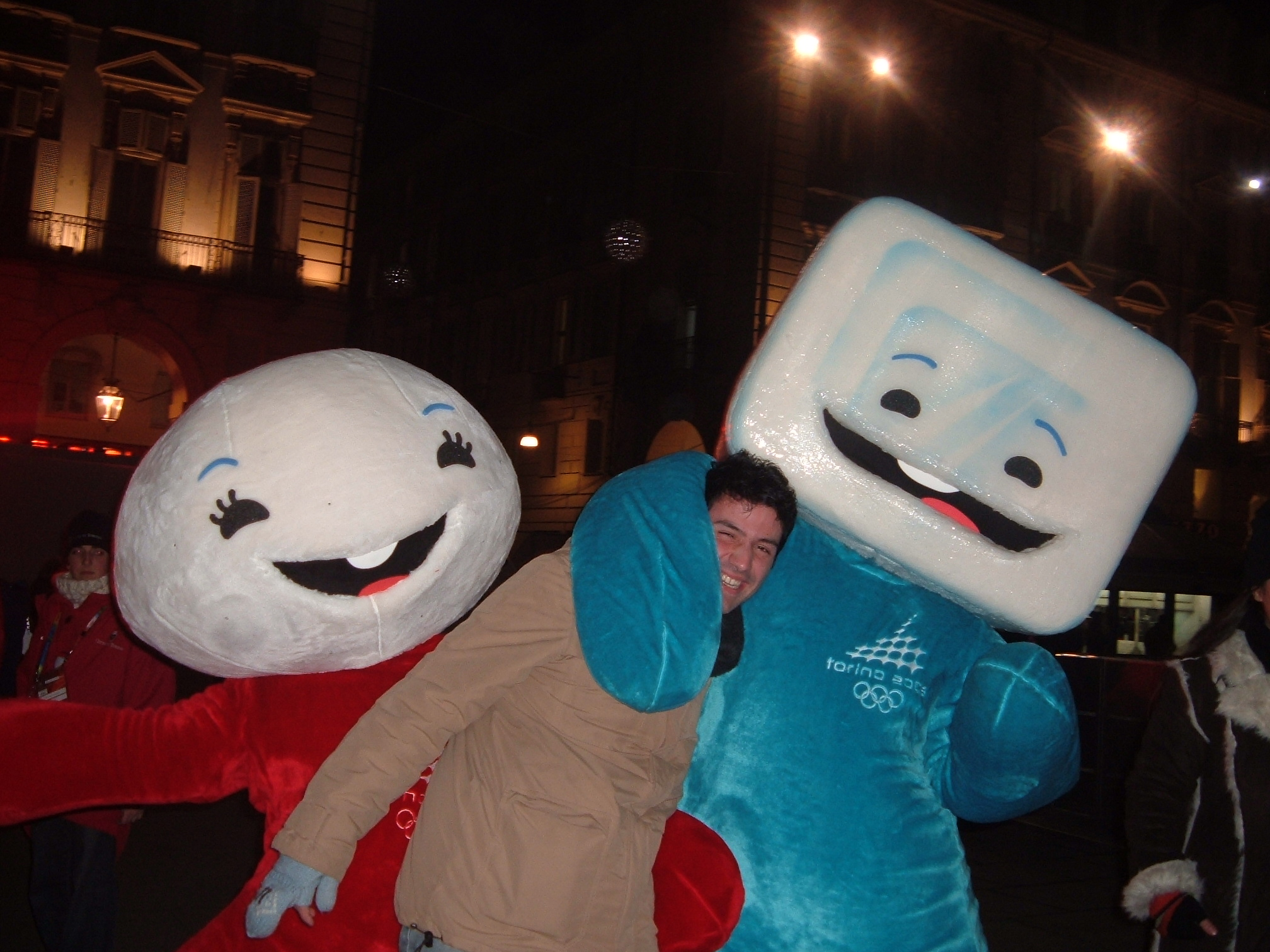
Neve i Gliz – maskotki igrzysk

Maskotkami tych igrzysk były Neve (powstała ze śniegu) i Gliz (powstały z lodu).
Neve – jest postacią rodzaju żeńskiego, powstałą ze śniegu (ma zaokrąglone kształty). Ubrana jest w kostium koloru czerwonego. Gliz – jest postacią rodzaju męskiego, powstałą z lodu (kształty ma kanciaste). Ubrany jest w kostium koloru niebieskiego.

## Hasło
Pasja żyje tutaj (ang. Passion Lives Here; wło. La Passione Vive Qui)

## Koszty związane z XX ZIO
- 19 mln euro – rząd włoski przeznaczył na zapewnienie bezpieczeństwa uczestnikom igrzysk
- 75 mln euro – oczekiwany dochód organizatorów igrzysk
- 1,3 mld euro – budżet XX ZIO przyjęty przez Komitet Organizacyjny
- 3,5 mld euro – koszt organizacji XX ZIO

### Wejściówki na zawody
- najtańszy bilet – 200 euro
- najdroższy – 850 euro

## Otwarcie igrzysk

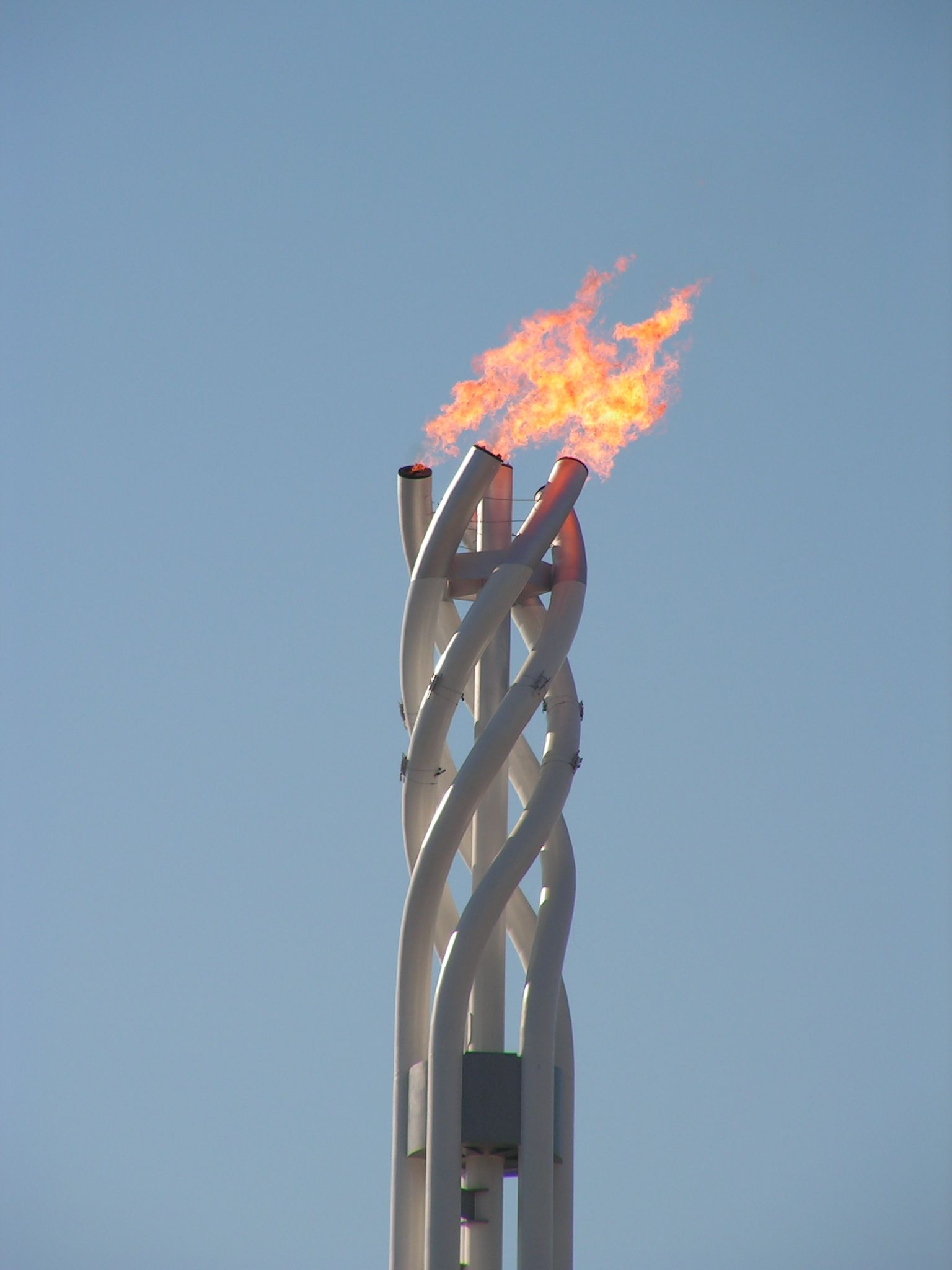
Znicz olimpijski na stadionie w Turynie

10 lutego 2006 na stadionie olimpijskim otwarto 20. Zimowe Igrzyska Olimpijskie. Znicz olimpijski zapaliła była włoska biegaczka narciarska Stefania Belmondo. Widowisko, które przygotowano na inauguracje igrzysk charakteryzują trzy elementy – ogień, lód, muzyka. Motto spektaklu – „Tutaj króluje pasja”. Głównym gościem ceremonii otwarcia była włoska aktorka Sophia Loren. Yoko Ono, Susan Sarandon i Eva Herzigova też zostały zaproszone, jako goście specjalni.
Reprezentantem rządowym z Polski był premier Kazimierz Marcinkiewicz.

## Państwa biorące udział w XX ZIO
Na Zimowych Igrzyskach w Turynie zadebiutowali reprezentanci 4 krajów: Albanii, Etiopii, Madagaskaru oraz Serbii i Czarnogóry.

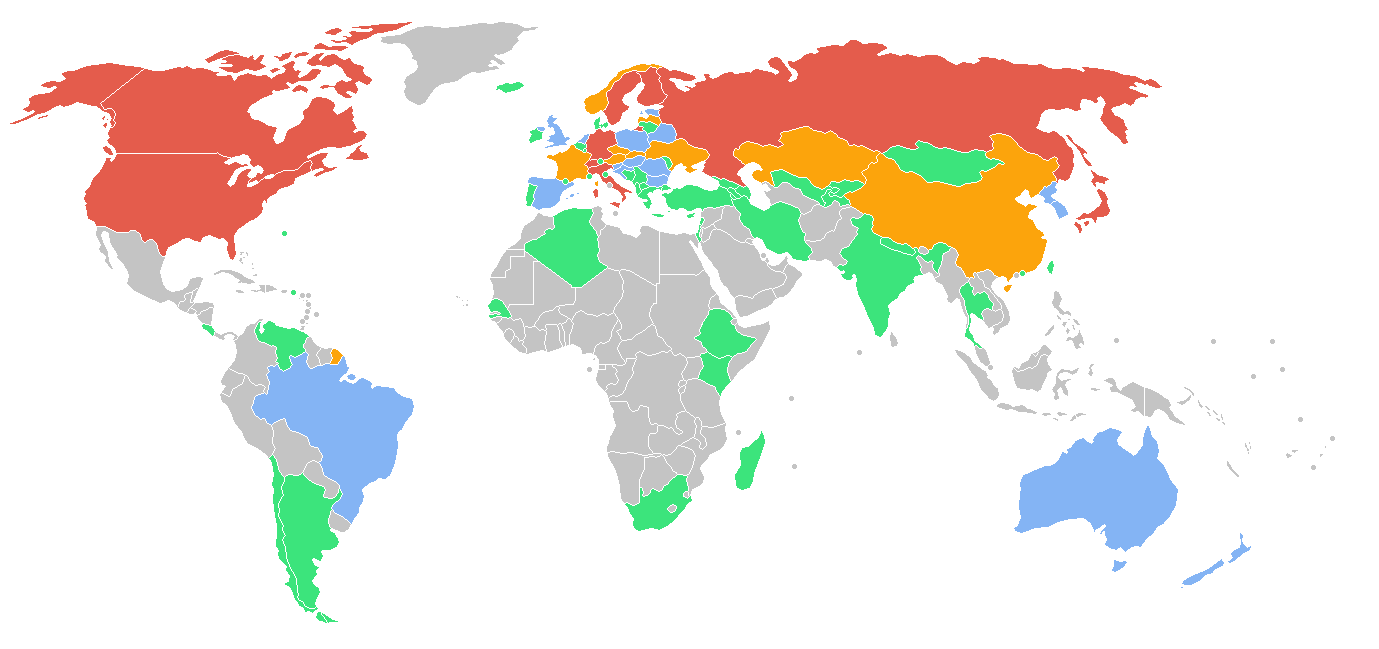
Zawodnicy uczestniczący w 20 ZIO (kraj pochodzenia):
1-9 zawodników
10-49 zawodników
50-99 zawodników
100 i więcej zawodników

     1-9 zawodników
     10-49 zawodników
     50-99 zawodników
     100 i więcej zawodników
| - Albania (1) - Algieria (2) - Andora (3) - Argentyna (9) - Armenia (5) - Australia (40) - Austria (85) - Azerbejdżan (2) - Belgia (4) - Bermudy (1) - Białoruś (28) - Bośnia i Hercegowina (6) - Brazylia (10) - Bułgaria (21) - Chile (9) - ChRL (78) - Chińskie Tajpej (1) - Chorwacja (24) - Cypr (1) - Czechy (85) | - Dania (5) - Estonia (28) - Etiopia (1) - Finlandia (102) - Francja (89) - Grecja (5) - Gruzja (3) - Hiszpania (16) - Holandia (35) - Hongkong (1) - Indie (4) - Iran (2) - Irlandia (5) - Islandia (5) - Izrael (5) - Japonia (112) - Kanada (196) - Kazachstan (56) - Kenia (1) - Kirgistan (2) | - Korea Północna (6) - Korea Południowa (40) - Kostaryka (1) - Liban (3) - Liechtenstein (6) - Litwa (9) - Luksemburg (1) - Łotwa (58) - Macedonia Północna (3) - Madagaskar (1) - Mołdawia (7) - Monako (4) - Mongolia (2) - Nepal (1) - Niemcy (164) - Norwegia (81) - Nowa Zelandia (18) - Polska (46) - Portugalia (1) - RPA (3) | - Rosja (190) - Rumunia (25) - San Marino (1) - Senegal (2) - Serbia i Czarnogóra (6) - Słowacja (62) - Słowenia (42) - USA (211) - Szwajcaria (143) - Szwecja (112) - Tadżykistan (1) - Tajlandia (1) - Turcja (6) - Ukraina (53) - Uzbekistan (4) - Wenezuela (1) - Węgry (20) - Wielka Brytania (40) - Włochy (184) - Wyspy Dziewicze Stanów Zjednoczonych (1) |

## Kalendarz
| ● | Ceremonia otwarcia | ● | Kwalifikacje lub rozgrywki grupowe | ● | Finały | ● | Ceremonia zamknięcia |

| Luty 2006             | Luty 2006 | Luty 2006 | Luty 2006 | Luty 2006 | Luty 2006 | Luty 2006 | Luty 2006 | Luty 2006 | Luty 2006 | Luty 2006 | Luty 2006 | Luty 2006 | Luty 2006 | Luty 2006 | Luty 2006 | Luty 2006 | Luty 2006 |
| Dzień                 | 10        | 11        | 12        | 13        | 14        | 15        | 16        | 17        | 18        | 19        | 20        | 21        | 22        | 23        | 24        | 25        | 26        |
| --------------------- | --------- | --------- | --------- | --------- | --------- | --------- | --------- | --------- | --------- | --------- | --------- | --------- | --------- | --------- | --------- | --------- | --------- |
| Ceremonia             |           |           |           |           |           |           |           |           |           |           |           |           |           |           |           |           |           |
| Biathlon              |           |           |           |           |           |           |           |           |           |           |           |           |           |           |           |           |           |
| Bobsleje              |           |           |           |           |           |           |           |           |           |           |           |           |           |           |           |           |           |
| Curling               |           |           |           |           |           |           |           |           |           |           |           |           |           |           |           |           |           |
| Hokej na lodzie       |           |           |           |           |           |           |           |           |           |           |           |           |           |           |           |           |           |
| Łyżwiarstwo figurowe  |           |           |           |           |           |           |           |           |           |           |           |           |           |           |           |           |           |
| Biegi narciarskie     |           |           |           |           |           |           |           |           |           |           |           |           |           |           |           |           |           |
| Kombinacja norweska   |           |           |           |           |           |           |           |           |           |           |           |           |           |           |           |           |           |
| Saneczkarstwo         |           |           |           |           |           |           |           |           |           |           |           |           |           |           |           |           |           |
| Łyżwiarstwo szybkie   |           |           |           |           |           |           |           |           |           |           |           |           |           |           |           |           |           |
| Short track           |           |           |           |           |           |           |           |           |           |           |           |           |           |           |           |           |           |
| Narciarstwo alpejskie |           |           |           |           |           |           |           |           |           |           |           |           |           |           |           |           |           |
| Narciarstwo dowolne   |           |           |           |           |           |           |           |           |           |           |           |           |           |           |           |           |           |
| Skoki narciarskie     |           |           |           |           |           |           |           |           |           |           |           |           |           |           |           |           |           |
| Skeleton              |           |           |           |           |           |           |           |           |           |           |           |           |           |           |           |           |           |
| Snowboarding          |           |           |           |           |           |           |           |           |           |           |           |           |           |           |           |           |           |

## Klasyfikacja medalowa

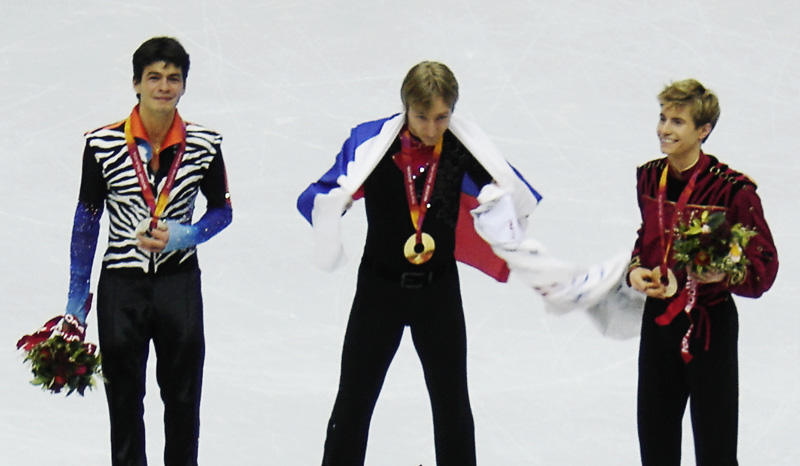
Medaliści w łyżwiarstwie figurowym, od lewej: Stéphane Lambiel, Jewgienij Pluszczenko i Jeffrey Buttle

| Klasyfikacja medalowa |                   |       |        |      |       |
| Lp.                   | Państwo           | złoto | srebro | brąz | razem |
| 1                     | Niemcy            | 11    | 12     | 6    | 29    |
| 2                     | Stany Zjednoczone | 9     | 9      | 7    | 25    |
| 3                     | Austria           | 9     | 7      | 7    | 23    |
| 4                     | Rosja             | 8     | 6      | 8    | 22    |
| 5                     | Kanada            | 7     | 10     | 7    | 24    |
| 6                     | Szwecja           | 7     | 2      | 5    | 14    |
| 7                     | Korea Południowa  | 6     | 3      | 2    | 11    |
| 8                     | Szwajcaria        | 5     | 4      | 4    | 14    |
| 9                     | Włochy            | 5     | 0      | 6    | 11    |
| 10                    | Francja           | 3     | 2      | 4    | 9     |
| 10                    | Holandia          | 3     | 2      | 4    | 9     |

## Zamknięcie igrzysk
XX Zimowe Igrzyska Olimpijskie zakończyły się 26 lutego 2006 roku. Głównym tematem imprezy kończącej był również w tym czasie kończący się karnawał. Na stadionie olimpijskim w Turynie prezydent Międzynarodowego Komitetu Olimpijskiego Jacques Rogge wygłosił tradycyjną formułę zamknięcia. Podczas prezentacji organizatora Zimowych Igrzysk Olimpijskich w 2010 roku wystąpiła kanadyjska piosenkarka Avril Lavigne. Organizatorzy igrzysk w Turynie przekazali flagę olimpijską przedstawicielom Vancouver.
Polską flagę podczas ceremonii niósł wicemistrz olimpijski Tomasz Sikora. Flagę Włoch powierzono najlepszemu saneczkarzowi igrzysk Arminowi Zöggelerowi.